# Formation (chanson)
Pour les articles homonymes, voir Formation.
Singles de Beyoncé
7/11
(2014) Sorry
(2016)
Formation est une chanson de la chanteuse américaine Beyoncé. C'est le premier single de l'album Lemonade, sorti en 2016.
The Guardian classe Formation comme étant la meilleure chanson de Beyoncé.

## Clip vidéo
Le clip de la chanson est sorti le 6 février 2016.